# Robert Creeley
Robert Creeley,,, né le 21 mai 1926 à Arlington dans l'État du Massachusetts (États-Unis) et mort d'une pneumonie le 30 mars 2005 à Odessa, dans l'État du Texas, est un poète, essayiste, universitaire américain. Il est le fondateur du mouvement littéraire dit du « Black Mountain » ou mouvement « Projectiviste ». Il est élu chancelier de l'Academy of American Poets en 1999, il tient cette charge jusqu'en 2002. Il est enterré au cimetière de Mount Auburn à Cambridge dans le Massachusetts.

## Repères biographiques[8]
Robert Creeley est le fils de Oscar Slate Creeley, un médecin-chef du Symmes Hospital d'Arlington, et de Genevieve Creeley une infirmière. En 1928, il est victime d'un accident qui lui coûte l’œil gauche, en 1930  Robert perd son père victime d'un accident automobile. La famille ne pouvant plus supporter les charges financières du logement à Arlington, la mère de Robert Creeley part s'installer à West Acton, un village rural du Massachusetts, où elle exerce son métier d'infirmière. Après ses études secondaires à la Holderness School, il est reçu à l'université Harvard en 1943. À la fin de la Seconde Guerre mondiale, en 1945, il abandonne ses études entrer comme chauffeur d'ambulance au sein de l'association American Field Service sur le théâtre des opérations militaires de Birmanie. En 1945, de retour aux États-Unis, il reprend ses études à Harvard et épouse Ann Mac Kinnon, la première de ses trois épouses. Devenu alcoolique, il abandonne ses études en 1946. Commence alors une correspondance soutenue avec le poète Charles Olson qui le soutient dans son travail d'écriture.   
En 1948, le couple Creeley emménage à Provincetown, ville côtière qui est devenue un haut lieu de la vie artistique américaine. Après bien des voyages, en 1954, il rejoint Charles Olson au Black Mountain College qui en a pris la direction en 1951. Avec Robert Duncan, il est un rédacteur majeur de la Black Mountain Review qui est pendant son existence un support de diffusion de la poésie expérimentale des États-Unis.  
En 1956, Robert Creeley part s'installer à Albuquerque dans l'État du Nouveau-Mexique (États-Unis). Là, il se remarie avec Bobby Louise, sa seconde épouse, et entame des études à l'université du Nouveau-Mexique et il obtient son Master of Arts en 1960. À partir de 1964 il est professeur d'université pour gagner sa vie et pouvoir entretenir sa famille (il a trois fils et quatre filles). De 1964 à 2003 il est professeur à l'université d'État de New York à Buffalo, et de 2003 à 2005 professeur à l'université Brown.  
Auteur de plus d'une soixantaine de livres, il est considéré comme l'une des voix majeures de la poésie américaine des années 1950, notamment à travers le courant poétique de Black Mountain dont il fut l'un des représentants. Il est l'ami de nombreux poètes américains majeurs, tels que Charles Olson, Robert Duncan, Allen Ginsberg, John Wieners et Ed Dorn. Il a enseigné durant de nombreuses années à l'université de Buffalo. Il réside successiovement à Waldoboro, à Buffalo, et à Providence (Rhode Island).
La poésie de Creeley est celle des relatons intimes, avec leurs émotions, leurs sensualité. Son style s’éloigne de tout lyrisme pour être minimaliste, allusif, fait de nuances subtiles.

## Liste des œuvres  (sélections)

### Recueil de poésie
- The Collected Poems, 1975-2005, éd. University of California Press, 2006,
- On Earth, éd.  University of California Press, 2006,
- If I were writing this, éd . New Directions Publishing Corporation, 2003,
- Just in Time: Poems 1984-1994, éd. New Directions Publishing Corporation, 2001,
- Collected Prose, éd. Dalkey Archive Press, 2001,
- Life & Death, éd. New Directions Publishing Corporation, 1998,
- So There, éd.  New Directions, 1998,
- Selected Poems, éd. University of California Press, 1991,
- Windows, éd. New Directions Publishing Corporation, 1990,
- Dreams, éd. Salient Seedling, 1989,
- Memory Gardens,  éd. New Directions Publishing Corporation, 1986,
- Mirrors, éd. New Directions Publishing Corporation, 1983,
- Echoes, éd. New Directions Publishing Corporation, 1982,
- The Collected Poems of Robert Creeley, 1945-1975, éd. University of California Press, 1982,
- Later: New Poems, éd. New Directions Publishing Corporation, 1979,
- Away, éd.Black Sparrow Press, 1976,
- Thirty Things, éd. Black Sparrow Press, 1975,
- A Day Book,  éd. Charles Scribner's Sons, 1972,
- Listen, éd. Charles Scribner Publishing , 1972,
- Pieces,  éd. Scribner, 1969,
- The Charm: Early and Uncollected Poems, éd. Marion Boyars Publisher, 1968,
- Words, éd. Scribner, 1967,
- For Love, éd. MacMillan Publishing Company, 1962.

### Nouvelles, correspondances et autres écrits
- The Selected Letters of Robert Creeley, éd. University of California Press, 2014,
- Day Book of a Virtual Poet, éd. Spuyten Duyvil, 1998,
- John Altoon, éd. Museum of Contemporary Art, San Diego, 1998,
- The Collected Prose of Robert Creeley, éd. Dalkey Archive Press, 1984, 1988, 2004,
- Memories, éd. Pig Press, 1984,
- Mabel: A Story, éd.  Marion Boyars, 1976,
- Presences: A Text for Marisol, éd. Charles Scribner's Sons, 1976,
- A Sense Of Measure, éd. Marion Boyars Publishers, 1972,
- The Gold Diggers, éd. Charles Scribner Publishing, 1965,
- The Island, éd. Marion Boyars Publishers, 1963[16]

### Théâtre
- Listen (1972)

### Essais
- Tales Out of School: Selected Interviews, éd. University of Michigan Press, 1993,
- Autobiography , éd. Hanuman Books, 1990
- The Collected Essays of Robert Creeley,  éd. University of California Press, 1989,
- Hello: A Journal, February 23-May 3, 1976, éd. New Directions, 1978,
- A Quick Graph Collected Notes and Essays,  éd. Four Seasons Foundation, 1970,
- Was That a Real Poem and Other Essays,  éd. Subterranean Co, 1940,

### Traductions de ses œuvres en français
- Là, poèmes 1968-1975, traduction Martin Richet, éd. Éditions Héros-limite, 2010,
- Bolinas et moi, traduction Martin Richet, éd. Contrat Maint, 2007,
- Le Sortilège, traduction Stéphane Bouquet, éd. Nous, 2006,
- La Fin, choix, traduction et présentation de Jean Daive, éd. Gallimard, 1997,
- Échos, traduction Jean-Paul Auxeméry, éd. Editions Format américain, 1995,
- L’Insulaire, traduction Céline Zins, éd. Gallimard, 1972.

## Prix et distinctions (sélection)
- 1999 : lauréat du prix Bollingen de poésie[17]
- 1987 : récipiendaire de la médaille Robert-Frost,
- 1981 : lauréat du prix Shelley Memorial Award délivré par la Poetry Society of America[18],
- 1971 : boursier de la Fondation Guggenheim[19],
- 1964 : boursier de la Fondation Guggenheim[19],
- 2001 : lauréat du Lannan Lifetime Achievement Award[20].